# Pseudophilautus dilmah
Espèce
Pseudophilautus dilmah est une espèce d'amphibiens de la famille des Rhacophoridae.

## Répartition
Cette espèce est endémique du Sri Lanka. Elle se rencontre à Loolkandura dans le district de Kandy à 1 324 m d'altitude dans le massif Central.

## Description
Le mâle holotype mesure 19,7 mm et la femelle paratype 20,0 mm

## Étymologie
Cette espèce est nommée en référence à la Dilmah Conservation.

## Publication originale
- Wickramasinghe, Bandara, Vidanapathirana, Tennakoon, Samarakoon & Wickramasinge, 2015 : Pseudophilautus dilmah, a new species of shrub frog (Amphibia: Anura: Rhacophoridae) from a threatened habitat Loolkandura in Sri Lanka. Journal of Threatened Taxa, vol. 7, no 5, p. 7089–7110 (texte intégral).